# Ченакчі-є Софла
Ченакчі-є Софла (перс. چناقچي سفلي) — село в Ірані, у дегестані Дузадж, у бахші Харкан, шахрестані Зарандіє остану Марказі. За даними перепису 2006 року, його населення становило 377 осіб, що проживали у складі 89 сімей.

## Клімат
Середня річна температура становить 9,48°C, середня максимальна – 27,38°C, а середня мінімальна – -11,96°C. Середня річна кількість опадів – 258 мм.
| Клімат поселення                              | Клімат поселення | Клімат поселення | Клімат поселення | Клімат поселення | Клімат поселення | Клімат поселення | Клімат поселення | Клімат поселення | Клімат поселення | Клімат поселення | Клімат поселення | Клімат поселення | Клімат поселення |
| Показник                                      | Січ.             | Лют.             | Бер.             | Квіт.            | Трав.            | Черв.            | Лип.             | Серп.            | Вер.             | Жовт.            | Лист.            | Груд.            |                  |
| Середній максимум, °C                         | 4,39             | 6,12             | 8,92             | 15,98            | 21,28            | 26,53            | 27,38            | 27,30            | 23,02            | 17,72            | 11,36            | 5,82             |                  |
| Середня температура, °C                       | −3,78            | −2,04            | 0,74             | 7,80             | 13,10            | 18,35            | 21,89            | 21,80            | 17,52            | 12,22            | 5,85             | 0,31             |                  |
| Середній мінімум, °C                          | −11,96           | −10,22           | −7,41            | −0,36            | 4,93             | 10,17            | 16,37            | 16,29            | 12,01            | 6,72             | 0,35             | −5,18            |                  |
| Норма опадів, мм                              | 31               | 33               | 48               | 42               | 35               | 5                | 2                | 1                | 0                | 11               | 20               | 30               |                  |
| Середньомісячна швидкість вітру, м/с          | 1.22             | 2.17             | 2.91             | 3.02             | 2.61             | 2.34             | 2.36             | 2.26             | 2.11             | 2.00             | 1.75             | 1.44             |                  |
| Середньомісячна сонячна радіація, кДж/м²·день | 8777             | 11499            | 14136            | 17719            | 21778            | 26420            | 25924            | 23516            | 20117            | 14544            | 10485            | 8467             |                  |
| --------------------------------------------- | ---------------- | ---------------- | ---------------- | ---------------- | ---------------- | ---------------- | ---------------- | ---------------- | ---------------- | ---------------- | ---------------- | ---------------- | ---------------- |
| Джерело:                                      |                  |                  |                  |                  |                  |                  |                  |                  |                  |                  |                  |                  |                  |